# ريما (موسيقي)
ريما (بالإنجليزية: Rema) واسمه الحقيقي ديفاين إيكوبور (بالإنجليزية: Divine Ikubor) هو مغني ورابر نيجيري ولد في 1 مايو 2000.

## روابط خارجية
- ريما على موقع IMDb (الإنجليزية)
- ريما على موقع ميتاكريتيك (الإنجليزية)
- ريما على موقع روتن توميتوز (الإنجليزية)
- ريما على موقع ميوزك برينز (الإنجليزية)
- ريما على موقع ميوزك برينز (الإنجليزية)
- ريما على موقع أول ميوزيك (الإنجليزية)
- ريما على موقع ديسكوغز (الإنجليزية)
- ريما على موقع ديسكوغز (الإنجليزية)